# Fotografía en Ucrania

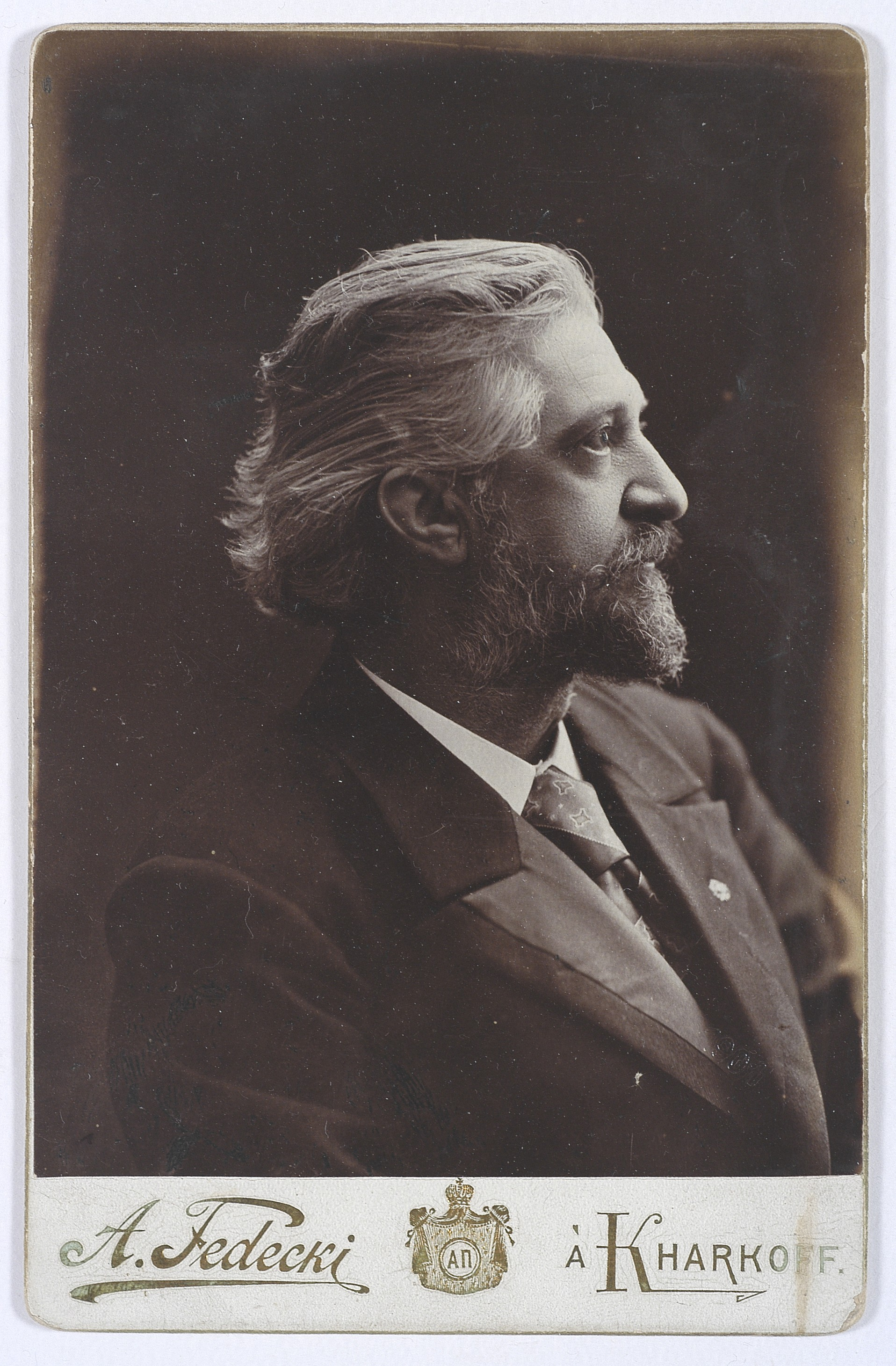
Alfred Konstantinovich Fedecki : Aleksandr Wierzbiłłowicz, 1901

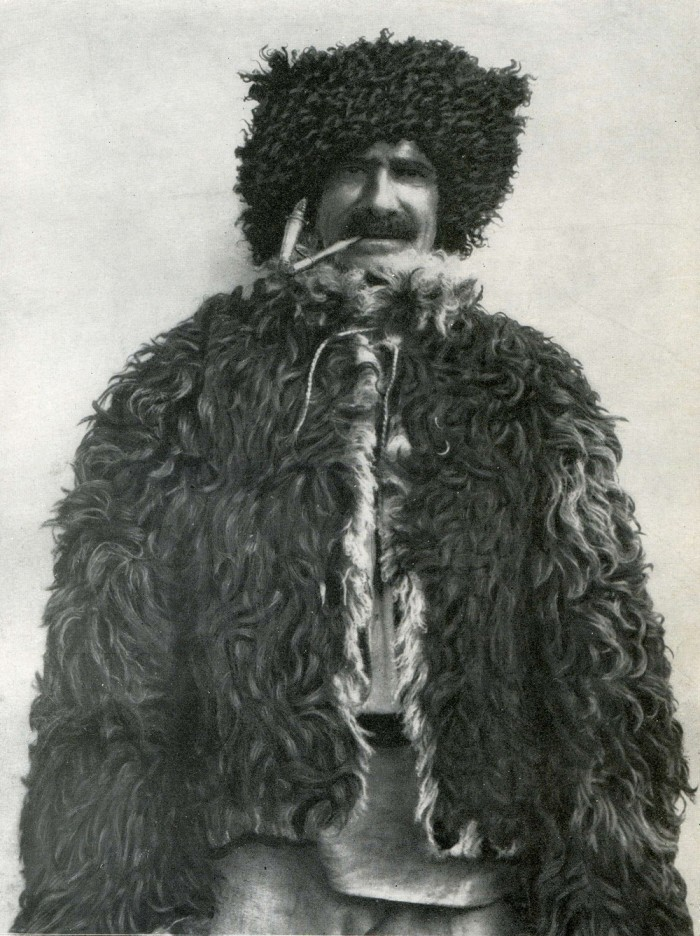
Volodymyr Osypovych Shuchevych : Hucul con abrigo de piel invertido y sombrero, 1899

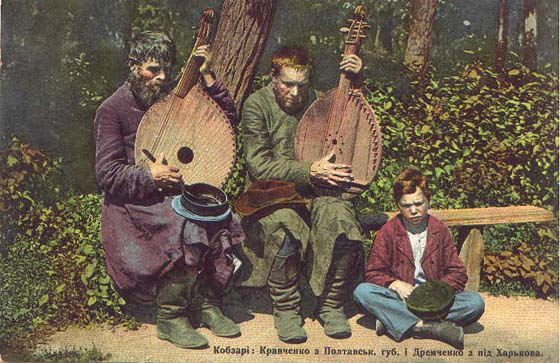
Josyp Celestianovych Khmelevskyj : Los kobzars eran bardos ucranianos itinerantes que cantaban con su propio acompañamiento, tocaban la bandura o kobze, alrededor de 1902

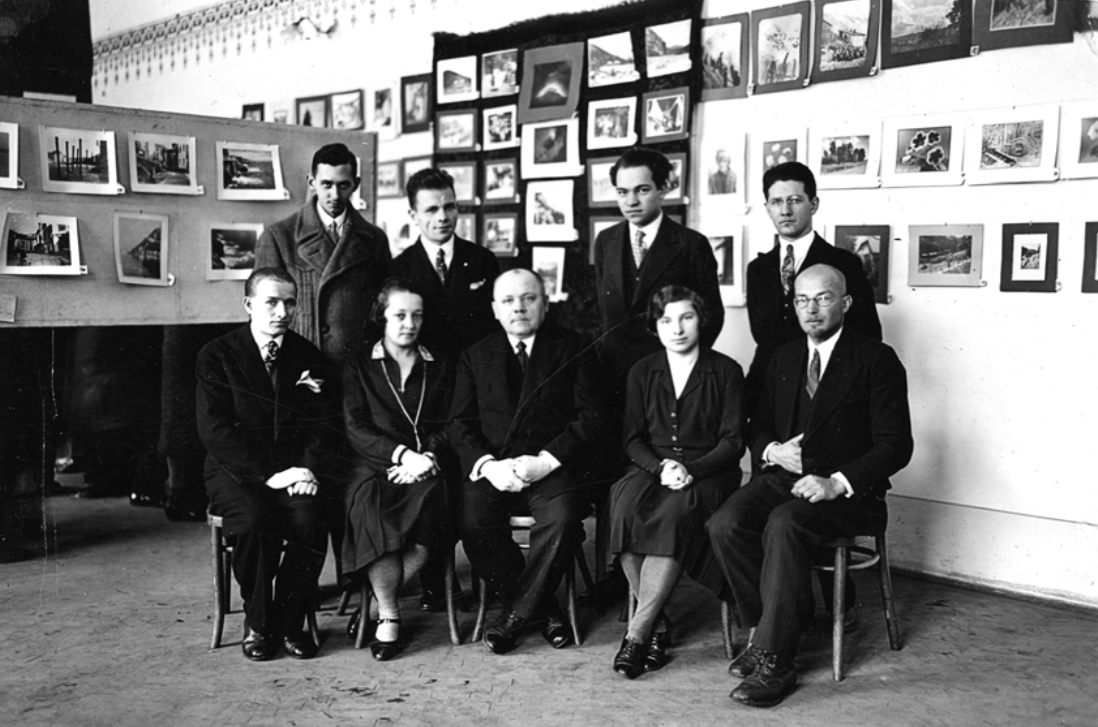
Sociedad Fotográfica de Ucrania, Sentados (de izquierda a derecha): Jaroslav Savka, Mečyslava Ganicka, Stepan Dmochovskyj, Jaroslav Prociv, Oleksa Balickij; de pie: Julian-Jurij Omeljanovyč Doroš,..., Danylo Figol, B. Skretovyč, 1930

La fotografía en Ucrania comenzó cuando esta nación estaba dividida entre dos imperios: el Ruso y el Austrohúngaro. Esto provocó una cierta diferencia en los objetivos de las empresas fotográficas, en la tecnología, las técnicas y el papel social de la fotografía en ambas zonas. Tras su independencia durante el periodo de entreguerras mundiales pasó a formar parte de la Unión Soviética hasta 1990 con los efectos consecuentes.

## Los comienzos de la fotografía en Ucrania
La técnica fotográfica fue llevada a Ucrania en la década de 1840 por fotógrafos extranjeros como participantes en las ferias internacionales anuales que se celebraban en Kiev. Los primeros fotógrafos en instalarse fueron los hermanos franceses Jacques y Charles-Paul Herbst que abrieron un estudio de daguerrotipo en Kiev. Entre los pioneros de la fotografía ucraniana en la zona occidental se encuentran A. Karpyuk y Volodymyr Osypovych Shukhevych que trabajaban en la segunda mitad del siglo XIX, además en Leópolis estaba Stepan Dmochovsky, en Przemyśl E. Ljubovich (desde 1911) y en Stanislavov F. Veličko.

## Período 1850-1914

### Ucrania oriental
En la década de 1850, ya existían fotógrafos locales en Kiev, algunos fueron I. Chekhovich, Ivan Vasilyovich Gudovsky, Fedor Levdik, K. Vojuckiy (que fotografiaron el ataúd del poeta Taras Shevchenko ), M. Gros, Janek y otros. A partir de 1864 se han documentado la existencia de estudios fotográficos de Benzeman M., Franc Mezer (Franc de Mezer), autor paisajes de Kiev entre 1860 y 1890, Josyp Kordyš (1868), M. Pastěrnak ( 1869 ) y otros.
Entre 1860 y 1900, los profesionales abrieron sus estudios de fotografía en Odesa, Járkov, Poltava y otras grandes ciudades. Uno de los primeros fotógrafos ucranianos, Włodzimierz Wysocki, abrió un estudio de fotografía en Kiev en 1871, y desde 1880 hasta 1886 trabajó allí Alfred Konstantinovich Fedetsky, un conocido fotógrafo y camarógrafo ucraniano. Entre los fotógrafos y artistas más famosos de la época en Odesa estaban: Filip Haas, Michri, Fedorovets, Chloponin y K. Migursky. Antonopulo, Dimo, Chekhovsky y el mecánico e inventor J. Tymchenko fueron populares en las décadas de 1980 y 1990, quienes diseñaron accesorios para capturar y proyectar imágenes en movimiento. O. Ivanickij, E. Trofimov y R. Bikovsky son conocidos en Járkov desde la década de 1970. Desde junio de 1886, Alfred Konstantinovich Fedetsky, el fundador de la cinematografía en Ucrania y la fotografía en tres colores, trabajó aquí para sus retratos y paisajes artísticos. O. Sučkova, G. Serebrin, V. Timošenko, R. Tuken y otros son conocidos desde los años 80 y 90. En Poltava desde el principio. J. Čmilevskij, autor de un álbum de fotografías de lugares relacionados con la vida de M. Gogol, fotografías de la inauguración del monumento a I. Kotljarevský (1903) y una extensa serie de fotografías de la Casa de Poltavsk Zemstvo (1908–1909), trabajado en la década de 1980.
En los primeros años del siglo XX y al comienzo de la Primera Guerra Mundial existían bastantes fotógrafos en Kiev como Arshenevskij, M. Bobir, I. Haas, A. Gubchevskij, I. Jezerskij, K. Parchevskij, M. Shukin, y otros, destacando M. Petrov que era profesor de fotografía en el Politécnico y después en el Instituto de Arte y Cine, así como V. Favorskij, investigador en el campo de la microfotografía.
A finales del siglo XIX comenzaron a surgir nuevas organizaciones fotográficas, como las sucursales de Rosijskovo Techničnovo Tovaristva en Járkov (1891), Odesa (1897) y Kiev (1899), así como la Sociedad de Amantes del Arte y la Ciencia. en Odesa, Járkov (1891) y Simferopol (1896), Yelisavetgrad (1901) y la sociedad Daguerre (1901–1917) que era la más activa de los fotógrafos aficionados de Kiev que tuvo como cofundador y presidente a M. Petrov. La empresa organizó informes, excursiones, concursos, en 1908 organizó el Congreso de Fotógrafos de Ucrania y una exposición internacional de fotografía artística en Kiev, y en 1911 organizó un salón internacional de fotografía artística.
Junto con el arte, se difundió la fotografía comercial, especialmente a partir de la invención de las placas de gelatina-bromuro del inglés Richard Maddox. En 1914, alrededor de 70 fotógrafos comerciales trabajaban solo en Kiev, alrededor de 40 en Odesa y en torno a 10 en diversos pueblos y ciudades. En Kiev, había 6 tiendas con accesorios fotográficos (incluida la "Revista de Fotografía Ucraniana" de I. Konosevich); hubo cursos prácticos de fotografía de Bernadsky y los trabajadores de los estudios fotográficos en Kiev tenían sus propias empresas profesionales.

#### Empresas de fotografía en países del este

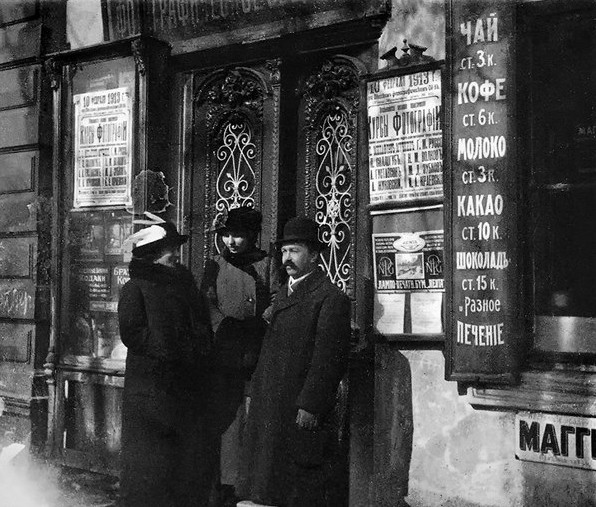
Edificio de la Sociedad Fotográfica de Odesa

En 1891, se fundó en Odesa una asociación de fotógrafos aficionados, la sociedad fotográfica de Odesa. En 1901, se fundó en Kiev la Sociedad de Fotógrafos Aficionados "Daguerre", que funcionó hasta 1917.

### Ucrania occidental
La organización de fotógrafos aficionados fundó el departamento de prensa de los tiradores ucranianos de Sich (USS) a finales de 1914 en los Cárpatos. Las primeras fotografías sobre el terreno fueron tomadas por Ivan Ivaněc, Julian Bucmaňuk, B. Hnatevič, V. Klim, T. Moisejevič, M. Ugrin-Bezgrišnij, T. Jacura y otros. Con una muestra se realizó una Exposición en 1916 en Viena, que se repitió en 1934 en Lviv. En 1915, V. Bobinskij y Lev Getz compilaron la colección "Strilecka Anthologia" en el USS, que contenía 36 obras ilustradas con 144 fotografías de fotógrafos militares. Los grupos de aficionados también operaron en campos de internamiento en Checoslovaquia en Liberec (1920) y en Josefov.

## Período 1920-1939

### Zona occidental

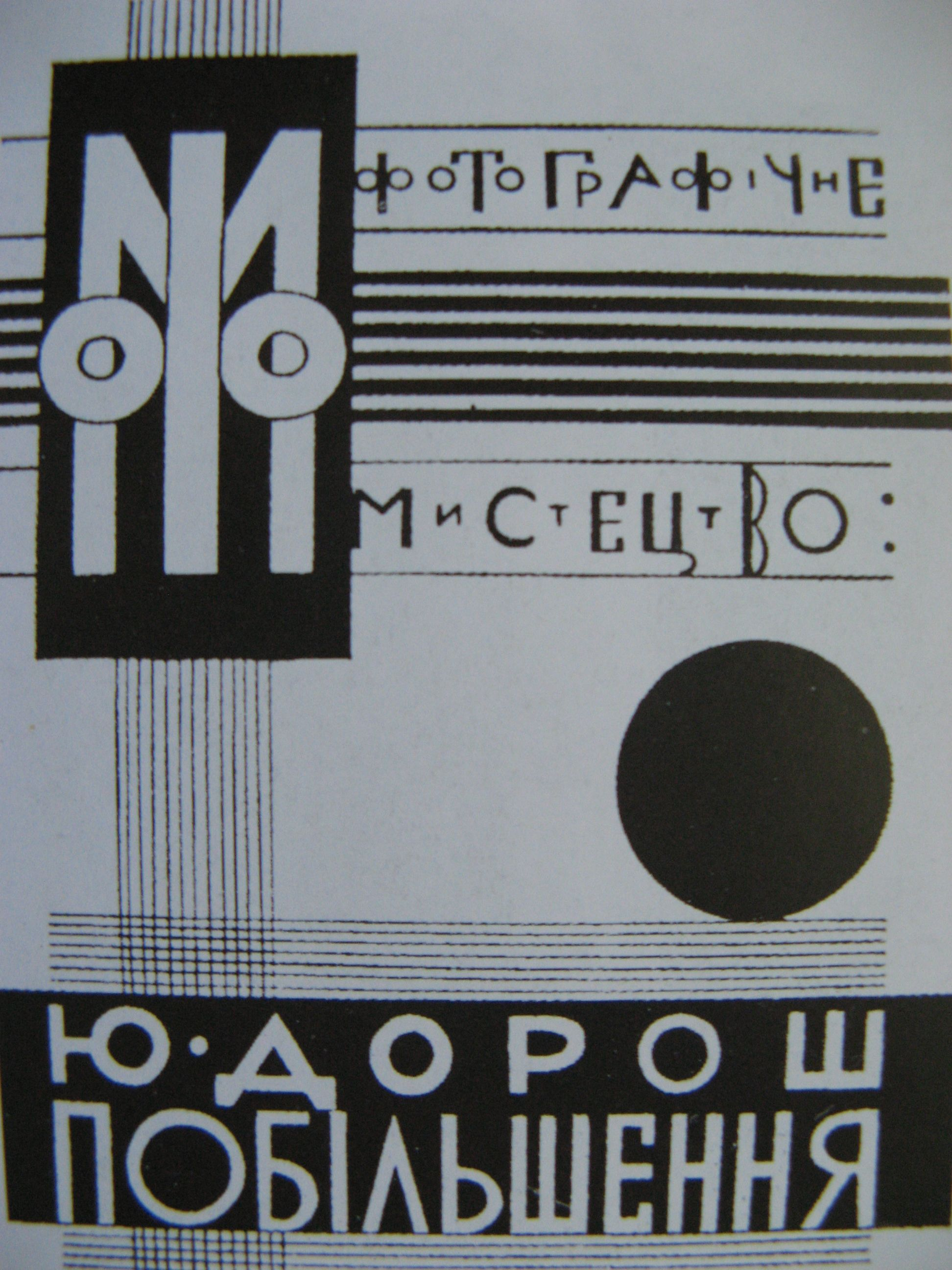
Julian-Jurij Omeljanovyč DorošEl libro Pobilšennja (Ampliaciones)

En 1920 la Sección fotográfica de Lviv estaba organizada por Sokoli-Baťka (siendo presidente: J. Vinckovskij y con J. Bonkovskij, A. Cibulskij, V. Savickij y Volodimir Golijan) que realizó en 1926 una exposición de paisajes ucranianos en Stanislavov. Además, se fundó la organización Subreferat svitlin en el departamento económico del Consejo de Educación Superior (Verchovnoj Plastovoj Radi), siendo presidente Volodimir Golijan. En 1929, Julian-Jurij Omeljanovyč Doroš trabajó en la primera película del campo de formación. En segundo lugar, estaba la Sección Fotográfica de la Sociedad de Estudiantes Técnicos "Osnova".
En 1930, se fundó en Lviv, la Sociedad Fotográfica de Ucrania (UFOTO o UFT, siendo presidentes de la sociedad el profesor Olexa Balickij y el Dr. Stepan Dmochovskyj) con sucursales en Stanislavov, Ternópil y Rohatyn. La sociedad contaba con 216 miembros (1936), casa propia, estudio y biblioteca. Entre 1933-1939, publicó la revista Světlo a stín (siendo editores-jefe Oleksandr Ivanovyč Moch y Stepan Vasyljovyč Ščurat ). UFOTO organizó exposiciones mensuales y anuales.
Los miembros de la sociedad participaron en exposiciones en Chicago (1933), la Exposición de Fotografía All-Slavic en Zagreb (1935) y los concursos de fotografía Alpha, Perutz, Kodak, Phillips y Hérault.
Junto con la empresa regional de turismo "Play" en 1935, organizó la exposición "Nuestra Patria en Fotografía" con 68 participantes. Destacaron con su participación el profesor Olexa Balickij, Julian-Jurij Omeljanovyč Doroš (autor de los libros Uchebnice fotoamatéra ( 1931 ) y Pobilšennja – Zvětšeniny ), Olexandr Grigorovič Pežanskij, Jaroslav Savka, Volodimir Savickij, Danylo Figol, Roman Masljak y Volodimir Tarnavskij.
L. Januševič y J. Šalabavka se dedicaban a la fotografía comercial en Lviv.

### Zona oriental
Después de la revolución, en las décadas de 1920 y 1930 y tras la Segunda Guerra Mundial, los grupos de fotógrafos aficionados se extendieron por Ucrania en instituciones, organizaciones públicas y fábricas. Organizaban regularmente exposiciones fotográficas y exposiciones itinerantes fuera de Ucrania y concursos con premios en efectivo en todos los centros regionales. Entre los participantes de estas exposiciones se reclutaron fotoperiodistas para la prensa. Famosos fotoperiodistas de la década de 1930 incluyeron, por ejemplo: K. Liško, Bilocerkivskij, G. Ugrinovič; después de la guerra fueron importantes: B. Gradov, F. Fedorov, Mykola Fedorovyč Kozlovskyj, J. Ševtsov, E. Ancis (ahora en los Estados Unidos), V. Primachenko, I. Kropivnicki, O. Starodub (naturaleza muerta y retrato ), S. Alexandrovich, V. Smetanič, V. Čuprinin, A. Kucan, I. Chižnjak, J. Dacjuk, I. Ochrimenko, J. Sameljak, R. Jakimenko y muchos más jóvenes. La revista Foto-Kino (1924), Foto dlja vsich (1928–1930) y Foto socbudivnictvu (1932–1934) aparecieron en Járkov por un corto tiempo.
En las décadas de 1920 y 1930, los técnicos de laboratorio y los fotógrafos estudiaron en escuelas de arte e industriales; También se enseñó fotografía artística en el Instituto de Arte de Kiev y el Instituto de Cinematografía de Kiev. Los fotógrafos artísticos más famosos de la época fueron: M. Petrová: D. Demuckij y P. Novickij, trabajó como camarógrafo en largometrajes; A. Yezhersky, Ozerov, O. Dmitriev como retratistas.
Después de la guerra, la fotografía se enseñó en la facultad de cinematografía del Instituto de Teatro de Kiev. Karpenko-Kary; técnica fotográfica - también en el Instituto Poligráfico de Lviv. Para las necesidades de los servicios al consumidor, se organizaron cursos de fotografía en las grandes ciudades, que fueron producidos por fotógrafos-técnicos. Se estableció un estudio fotográfico experimental en el Ministerio de Cultura en Kiev.

## Fotografía en la Ucrania soviética
En 1971, la fotógrafa Irina Pap fundó una escuela de fotografía en la Unión de Periodistas de Ucrania. La escuela organizó conferencias, talleres, revisiones de carpetas. La escuela no era una institución educativa oficial, pero muchos profesionales que luego crearon el entorno fotográfico de la Ucrania independiente se graduaron en ella, como Viktor Marushchenko, Valery Kerekesh, Serhiy Pozharsky y otros.
Mykola Fedorovych Kozlovskyi también fue uno de los fotógrafos más famosos de la URSS. A partir de 1948 trabajó como reportero gráfico especial para la revista Ogoňok. Sus trabajos creativos incluyen más de 30 álbumes de fotos. Se convirtió en el ganador del Premio Shevchenko por el álbum de fotos My Kyiv en 1986.
Entre los fotógrafos "no oficiales" influyentes de la URSS se encuentran Boris Mikhailov de Járkov (alrededor de quien se fundó la Escuela de Fotografía de Járkov) y Villa Furgalo de Lviv.

## Producción de equipos fotográficos y materiales fotográficos en Ucrania.

### Materiales fotográficos
La producción de materiales fotográficos (películas y películas fotográficas de gran formato) se organizó en 1931 en la ciudad de Šostka, en la región de Sumy, donde se produjeron los productos Svema y el papel fotográfico en la fábrica fotosensible Foton en Kiev.

### Equipo fotográfico
La empresa Arsenal produjo cámaras, telémetros y cámaras SLR para películas de 35 mm en Kiev.
También produjeron cámaras SLR de formato medio (6x6 cm) Salyut y Kiev, cámaras compactas "Kyiv-Vega 2" para películas (18x24 mm).
Las cámaras con telémetros ópticos de la serie FED (FED-2, FED-3, FED-4 y FED-5) fueron producidas por la asociación FED en Járkov. Al principio copiaron completamente la cámara Leica y luego modelos más avanzados de producción propia.
Se produjeron ampliadoras fotográficas en Dnepropetrovsk y Feodosia, equipo de iluminación en Kyiv y Odesa (fábrica KINAP), donde también se produjo equipo de película.

## Movimiento fotográfico en la diáspora ucraniana
En el exilio en los Estados Unidos, los exmiembros de UFOTO restablecieron una sociedad del mismo nombre en 1950 como la Sección de Nueva York del Literary and Art Club; en los años 1954-1956 tenían una "página de aficionados a la fotografía" en el periódico "Svoboda" (editada por S. Fedov), además organizaban exposiciones, gestionaban archivos fotográficos (M. Pežanskij), etc.
Entre otros, la empresa estaba dirigida por: S. Fedov, R. Zagajkevič, B. Poljanskij. En grandes grupos ucranianos en los Estados Unidos y Canadá, los fotógrafos profesionales ucranianos también abrieron estudios fotográficos, por ejemplo, "Dark" (O. Darkovič) en Chicago, "Meva" (O. Solovij) en Filadelfia, J. Starostjak, V. Griščin, S. Tur, L. Majstrenko en Nueva York y otros.
La prensa de emigrados ucranianos también tuvo sus fotoperiodistas: R. Sochan-Gadzevich ("Libertad"), M. Ganusej ("América"), V. Ke ("Novy Shlyach") y otros.

## Fotógrafos ucranianos
Sofija Jablonská, escritora, periodista, viajera y fotógrafa, es considerada la primera fotógrafa ucraniana. Tetjana Mychajlyšyn-D'Avignon estuvo activa en América.
Los jóvenes fotógrafos ucranianos que trabajaron a finales del siglo XX y XXI incluyen, por ejemplo: Saša Samsonová, Yelena Jemchuková, Olha Dmytrivna Juchym, Bohdana Vitalijivna Shevchenko, Yevhenija Markivna Bjelorusec, Anastasija Vasylivna Zazuljak, Anna Vojtenko, Vita Kin, Lyubov Oleksandrivna Motorná o Anna Mykhaylivna Senik.